# المعونة الطلابية الفيدرالية
تعد المعونة الطلابية الفيدرالية ( FSA ) ، أحد مكاتب وزارة التعليم الأمريكية ، أكبر مزود للمساعدة المالية للطلاب في الولايات المتحدة. توفر المساعدة المالية للطلاب في شكل منح وقروض وصناديق دراسة العمل. تعتبر المعونة الطلابية الفيدرالية مسؤولة أيضًا عن تطوير وتوزيع ومعالجة التطبيق المجاني للمعونة الفيدرالية للطلبة (FAFSA) ، وهو النموذج الأساسي المؤهل المستخدم في جميع برامج توزيع المساعدات الفيدرالية للطلاب ، وكذلك للعديد من الولايات والإقليمية والخاصة برامج مساعدة الطلاب. كل عام يقوم موظفو هيئة المعونة الطلابية الفيدرالية بمعالجة ما يقرب من 22 مليون من التطبيق المجاني للمعونة الفيدرالية للطلبة  بالإضافة إلى ذلك ، تعتبر مسؤولة عن إنفاذ قواعد ولوائح المساعدات المالية المطلوبة بموجب قانون التعليم العالي لعام 1965 ووزارة التعليم الأمريكية وإدارة محفظة قروض الطلاب الفيدرالية المعلقة.

## مهمة
تتمثل مهمة الوكالة في ضمان استفادة جميع الأميركيين المؤهلين من المساعدة المالية الفيدرالية - المنح والقروض وبرامج دراسة العمل - للتعليم خارج المدرسة الثانوية. تتألف البرامج التي يديرها من أكبر مصدر للمساعدات المالية للطلاب: خلال العام الدراسي 2010-2011 وحده ، قدمت مساعدة الطلاب الفيدرالية حوالي 144 مليار دولار كمساعدات جديدة لما يقرب من 15 مليون طالب بعد المرحلة الثانوية وأسرهم. يوجد 1200 موظف في 10 مدن بالإضافة إلى مقر واشنطن العاصمة.
أثناء الإشراف على 864 مليار دولار من القروض الطلابية غير المسددة ، تضمن الوكالة أن جميع الشركاء في مجتمع المساعدات الطلابية - المدارس ، الخادمون ووكالات الكفالة - يعملون بنزاهة وبأمانة وكفاءة. يتمثل الدور الرئيسي الآخر الذي تؤديه المنظمة في ضمان أن الطلاب وعائلاتهم على دراية بأن المساعدات المالية متوفرة وهي خطوة أولى مهمة للتعليم خارج المدرسة الثانوية. تقوم بتوزيع العديد من المنشورات في المطبوعات وعلى الإنترنت وتدير العديد من مراكز الاتصال بالعملاء. يتم توفير معظم هذه الخدمات باللغة الإسبانية أيضًا.
يلتزم فريق المعونة الطلابية الفيدرالية بجعل التعليم خارج المدرسة الثانوية أكثر قابلية للتحقيق لجميع الأميركيين ، بغض النظر عن الحالة الاجتماعية والاقتصادية.

## روابط خارجية
- StudentAid. ED.gov
- ED.gov
- FAFSA.gov